# 조스트

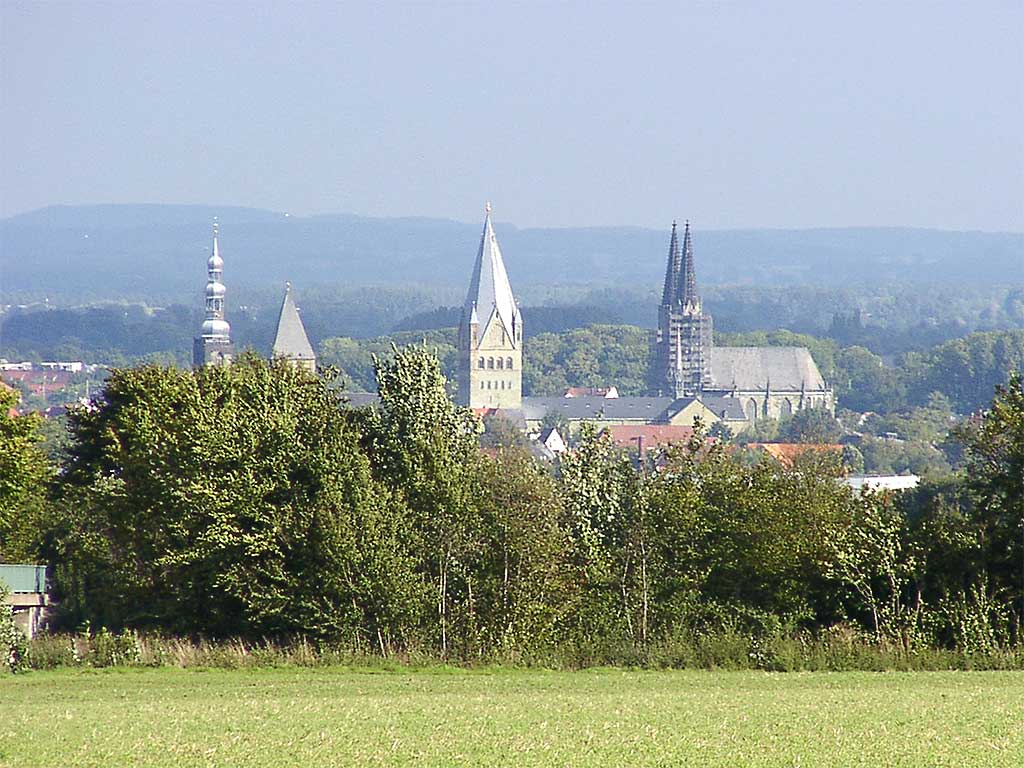
조스트

조스트(독일어: Soest /ˈzoːst/)는 독일 노르트라인베스트팔렌주에 위치한 도시로 면적은 85.81km2, 높이는 90m, 인구는 47,974명(2015년 12월 31일 기준), 인구 밀도는 560명/km2이다. 립슈타트에서 남서쪽으로 약 23km, 도르트문트에서 동쪽으로 약 50km, 파더보른에서 서쪽으로 약 50km 정도 떨어진 곳에 위치한다.

시기
시 문장

## 역사
836년 문헌에 처음으로 등장했으며 1444년부터 1449년까지는 신성 로마 제국의 쾰른 주교구의 지배로부터 자유로운 정치 구역을 형성했다. 1609년 브란덴부르크 변경백국에 편입되기 이전까지는 한자 동맹에 가입한 주요 도시 가운데 한 곳이었지만 30년 전쟁으로 인해 인구가 크게 감소했다. 중세 시대에 건립된 교회, 성을 포함한 여러 건축물들이 남아 있다.

## 자매 도시
- 영국 뱅고어
- 독일 헤르츠베르크
- 네덜란드 캄펀
- 미국 미셔와카
- 헝가리 샤로슈퍼터크
- 폴란드 스트셸체오폴스키에
- 스웨덴 비스뷔
- 네덜란드 수스트